# ABN Amro Open 2024
ABN Amro Open 2024, stiliserat som ABN AMRO Open 2024, var den 51:a upplagan av Rotterdam Open, en tennisturnering i Rotterdam i Nederländerna. Turneringen var en ATP 500-turnering på ATP-touren 2024 och spelades inomhus på hard court mellan den 12 och 18 februari 2024.

## Mästare

### Singel
- Jannik Sinner besegrade  Alex de Minaur, 7–5, 6–4.

### Dubbel
- Wesley Koolhof /  Nikola Mektić besegrade  Robin Haase /  Botic van de Zandschulp, 6–3, 7–5.

## Poäng och prispengar

### Poängfördelning
| Gren   | Mästare | Final | Semifinal | Kvartsfinal | Åttondelsfinal | Sextondelsfinal | Kvalificerad till huvudturneringen | Kvalomgång 2 | Kvalomgång 1 |
| Singel | 500     | 330   | 200       | 100         | 50             | 0               | 25                                 | 13           | 0            |
| Dubbel | 500     | 300   | 180       | 90          | 0              | —               | 45                                 | 25           | 0            |

### Prispengar
| Gren    | Mästare   | Final     | Semifinal | Kvartsfinal | Åttondelsfinal | Sextondelsfinal | Kvalomgång 2 | Kvalomgång 1 |
| Singel  | 399 215 € | 214 795 € | 114 490 € | 58 495 €    | 31 225 €       | 16 655 €        | 8 535 €      | 4 790 €      |
| Dubbel* | 131,140 € | 69,940 €  | 35,390 €  | 17,690 €    | 9,160 €        | —               | —            | —            |

*per lag

## Tävlande i singel

### Seedning
| Land       | Spelare          | Ranking1 | Seedning |
| ---------- | ---------------- | -------- | -------- |
| Italien    | Jannik Sinner    | 4        | 1        |
|            | Andrej Rubljov   | 5        | 2        |
| Danmark    | Holger Rune      | 7        | 3        |
| Polen      | Hubert Hurkacz   | 8        | 4        |
| Australien | Alex de Minaur   | 11       | 5        |
| Bulgarien  | Grigor Dimitrov  | 13       | 6        |
| Frankrike  | Ugo Humbert      | 21       | 7        |
| Kazakstan  | Alexander Bublik | 23       | 8        |

- 1 Rankingen är per den 5 februari 2024.[2]

### Övrig spelarinformation
Följande spelare fick ett wild card till turneringen:
- Jesper de Jong
- Gaël Monfils
- Dino Prižmić

Följande spelare deltog i turneringen med skyddad ranking:
- Milos Raonic

Följande spelare kvalificerade sig genom kvalturneringen:
- Zizou Bergs
- Maxime Cressy
- David Goffin
- Denis Shapovalov

### Spelare som dragit sig ur
- Daniil Medvedev[3] → ersatt av  Botic van de Zandschulp

## Tävlande i dubbel

### Seedning
| Land      | Spelare           | Land      | Spelare                | Rank1 | Seedning |
| --------- | ----------------- | --------- | ---------------------- | ----- | -------- |
| Kroatien  | Ivan Dodig        | USA       | Austin Krajicek        | 7     | 1        |
| Tyskland  | Kevin Krawietz    | Tyskland  | Tim Pütz               | 31    | 2        |
| USA       | Nathaniel Lammons | USA       | Jackson Withrow        | 43    | 3        |
| Frankrike | Nicolas Mahut     | Frankrike | Édouard Roger-Vasselin | 45    | 4        |

- 1 Rankingen är per den 5 februari 2024.

### Övrig spelarinformation
Följande dubbelpar fick ett wild card till turneringen:
- Tallon Griekspoor /  Bart Stevens
- Robin Haase /  Botic van de Zandschulp

Följande dubbelpar kvalificerade sig genom kvalturneringen:
- Andreas Mies /  John-Patrick Smith

### Spelare som dragit sig ur
- Rohan Bopanna /  Matthew Ebden → ersatt av  Ariel Behar /  Adam Pavlásek
- Jamie Murray /  Michael Venus → ersatt av  Albano Olivetti /  Michael Venus